# イワオモダカ
イワオモダカ（Pyrrosia hastata）は、ウラボシ科に分類される着生シダ植物。日本の各地や朝鮮半島南部の山林に分布している。

## 特徴
常緑性の多年生植物。山岳地帯の岩上や樹幹に着生して生育している。約4mmほどの短い根茎で岩などに着生し、ほこ型に3裂する葉をつける。葉の長さは5-15cm、幅は3.5-12cm。乾燥時や冬期には、葉が内側に巻きこむ。葉の表面はほぼ無毛。胞子嚢群は葉の裏の主脈の間に3-7列に並んで付く。

## 利用
観葉植物として栽培される。鉢植えとしても栽培できるが、ヘゴの幹などに着生させることもある。生育可能な温度の幅は広いとされるが、15-20度が生育に適しているとされる。また生育初期の若い葉はワラジムシやナメクジによって食害されることがある。
ただし、園芸目的に採取することで個体群が減少している例も知られている。そのため、分布情報の公開などには配慮が必要とされる。